# Agdistis piccolo
Agdistis piccolo là một loài bướm đêm thuộc họ Pterophoridae. Nó được tìm thấy ở Nam Phi và Namibia.